# Boubacar Boris Diop
Boubacar Boris Diop, född 26 oktober 1946 i Dakar, är en senegalesisk författare, journalist och manusförfattare.
Boubacar Boris Diop utbildade sig i litteratur och filosofi på universitetet i Dakar. Han arbetade därefter under tio år som gymnasielärare. År 1981 debuterade han med romanen Le temps de Tamango och 2003 skrev han Doon Golo, den första romanen på wolof. Han har grundat den oberoende senegalesiska tidningen Sol.